# Petra Maňáková
Petra Maňáková (Brandýs nad Labem, 29 maggio 1982) è un'ex cestista ceca.

## Carriera
Con la Rep. Ceca ha disputato i Campionati europei del 2009.